# Wijken en buurten in Hof van Twente
De Nederlandse gemeente Hof van Twente is voor statistische doeleinden onderverdeeld in wijken en buurten. De gemeente is verdeeld in de volgende statistische wijken:
- Wijk 00 Goor (CBS-wijkcode:173500)
- Wijk 01 De Whee II (CBS-wijkcode:173501)
- Wijk 02 Markelo (CBS-wijkcode:173502)
- Wijk 03 Verspreide huizen Kerspel en omgeving (CBS-wijkcode:173503)
- Wijk 04 Elsen (CBS-wijkcode:173504)
- Wijk 05 Diepenheim (CBS-wijkcode:173505)
- Wijk 06 Delden (CBS-wijkcode:173506)
- Wijk 07 Overig Delden (CBS-wijkcode:173507)
- Wijk 08 Hengevelde (CBS-wijkcode:173508)
- Wijk 09 Bentelo (CBS-wijkcode:173509)

Een statistische wijk kan bestaan uit meerdere buurten. Onderstaande tabel geeft de buurtindeling met kentallen volgens het Centraal Bureau voor de Statistiek (2008):
| CBS-buurtcode | Buurtnaam                                | Inwonertal | Opp. totaal (ha) | Opp. land (ha) | Ligging                |
| ------------- | ---------------------------------------- | ---------- | ---------------- | -------------- | ---------------------- |
| BU17350000    | Centrum-Goor                             | 2960       | 80               | 80             | Locatie in de gemeente |
| BU17350001    | De Whee I                                | 1290       | 31               | 31             | Locatie in de gemeente |
| BU17350002    | Bungalow-wijk                            | 570        | 19               | 19             | Locatie in de gemeente |
| BU17350003    | Heeckeren                                | 1060       | 52               | 52             | Locatie in de gemeente |
| BU17350004    | Dr. Schaepmanbuurt                       | 780        | 12               | 12             | Locatie in de gemeente |
| BU17350005    | Gijmink                                  | 1380       | 54               | 52             | Locatie in de gemeente |
| BU17350006    | Waterhoek                                | 300        | 78               | 73             | Locatie in de gemeente |
| BU17350007    | Industriegebied Spechthorst I            | 40         | 81               | 81             | Locatie in de gemeente |
| BU17350008    | De Meene                                 | 240        | 33               | 33             | Locatie in de gemeente |
| BU17350009    | Industriegebied Kevelhammerhoek          | 0          | 44               | 40             | Locatie in de gemeente |
| BU17350100    | De Whee II-Noord                         | 870        | 33               | 33             | Locatie in de gemeente |
| BU17350101    | De Whee II-Zuid                          | 1900       | 88               | 88             | Locatie in de gemeente |
| BU17350102    | Industriegebied Spechthorst II           | 40         | 26               | 26             | Locatie in de gemeente |
| BU17350109    | Kerspel                                  | 890        | 323              | 316            | Locatie in de gemeente |
| BU17350200    | Markelo                                  | 3690       | 245              | 245            | Locatie in de gemeente |
| BU17350206    | Verspreide huizen Markelerbroek          | 430        | 1256             | 1248           | Locatie in de gemeente |
| BU17350207    | Verspreide huizen Stokkum                | 720        | 1686             | 1641           | Locatie in de gemeente |
| BU17350208    | Verspreide huizen Herike                 | 380        | 1037             | 1031           | Locatie in de gemeente |
| BU17350209    | Verspreide huizen Markelo                | 1190       | 2016             | 1966           | Locatie in de gemeente |
| BU17350309    | Verspreide huizen Kerspel en Goor        | 230        | 774              | 770            | Locatie in de gemeente |
| BU17350407    | Verspreide huizen Elsen                  | 790        | 1105             | 1094           | Locatie in de gemeente |
| BU17350408    | Verspreide huizen Elsenerbroek           | 140        | 452              | 452            | Locatie in de gemeente |
| BU17350409    | Verspreide huizen Elzenerveen en Borkeld | 30         | 430              | 430            | Locatie in de gemeente |
| BU17350500    | Diepenheim -Noord                        | 1260       | 107              | 107            | Locatie in de gemeente |
| BU17350501    | Diepenheim-Zuid                          | 600        | 48               | 48             | Locatie in de gemeente |
| BU17350508    | Verspreide huizen Markvelde              | 320        | 923              | 922            | Locatie in de gemeente |
| BU17350509    | Verspreide huizen Kerspel en Schipbeek   | 520        | 1583             | 1571           | Locatie in de gemeente |
| BU17350600    | Delden-Centrum                           | 360        | 14               | 14             | Locatie in de gemeente |
| BU17350601    | Oud Zuiderhagen                          | 130        | 18               | 18             | Locatie in de gemeente |
| BU17350602    | Greekerinckskamp                         | 160        | 55               | 55             | Locatie in de gemeente |
| BU17350603    | 't Kip                                   | 650        | 46               | 46             | Locatie in de gemeente |
| BU17350604    | Schoppenstee                             | 550        | 12               | 12             | Locatie in de gemeente |
| BU17350605    | Vogelweiden                              | 880        | 58               | 58             | Locatie in de gemeente |
| BU17350606    | Hooijerinkses                            | 440        | 16               | 16             | Locatie in de gemeente |
| BU17350607    | Sint Annabrink                           | 770        | 16               | 16             | Locatie in de gemeente |
| BU17350608    | Rupertserf                               | 640        | 18               | 18             | Locatie in de gemeente |
| BU17350609    | Vossenbrink en De Braak                  | 2260       | 109              | 101            | Locatie in de gemeente |
| BU17350700    | Industrieterrein-Delden                  | 90         | 52               | 46             | Locatie in de gemeente |
| BU17350709    | Verspreide huizen Deldeneres             | 120        | 183              | 183            | Locatie in de gemeente |
| BU17350800    | Hengevelde                               | 1560       | 105              | 105            | Locatie in de gemeente |
| BU17350805    | Verspreide huizen Hengevelde             | 550        | 910              | 910            | Locatie in de gemeente |
| BU17350806    | Verspreide huizen Deldeneresch           | 210        | 1342             | 1331           | Locatie in de gemeente |
| BU17350807    | Verspreide huizen Deldenerbroek          | 420        | 1420             | 1400           | Locatie in de gemeente |
| BU17350808    | Verspreide huizen Azelo                  | 170        | 641              | 638            | Locatie in de gemeente |
| BU17350809    | Verspreide huizen Zeldam                 | 510        | 971              | 966            | Locatie in de gemeente |
| BU17350900    | Bentelo kern                             | 710        | 60               | 59             | Locatie in de gemeente |
| BU17350908    | Verspreide huizen Wiene                  | 510        | 1319             | 1290           | Locatie in de gemeente |
| BU17350909    | Verspreide huizen Bentelo                | 880        | 1566             | 1562           | Locatie in de gemeente |